# Przewłoka (województwo świętokrzyskie)
Przewłoka – wieś w Polsce, położona w województwie świętokrzyskim, w powiecie sandomierskim, w gminie Łoniów.
W latach 1973–1976 w gminie Baranów Sandomierski, w latach 1977–1982 w gminie Koprzywnica.

## Części wsi
| SIMC    | Nazwa | Rodzaj    |
| ------- | ----- | --------- |
| 0798050 | Wikle | część wsi |

## Historia
Historia wsi sięga XVII w. W rejestrach skarbowych z 1622 r. wymieniona jest jako nowo powstałe osiedle na lewym brzegu Wisły, należące do parafii miechocińskiej.
Według słownika geograficznego Królestwa Polskiego i innych krajów słowiańskich w 1888 roku Przewłoka należała wówczas do gminy Koprzywnica. Ostatnim dziedzicem folwarku był Bukowski, a przedostatnim Rucki vel Rudzki.

PRZEWŁOKA, wieś nad rzeką Wisłą, powiat sandomierski, gmina i parafia Koprzywnica, odległość od Sandomierza 16 wiorst. Wisła oddziela tu powiat sandomierski od Galicyi. Na obszarze Przewłoki jest jezioro, mające do 30 mórg obszaru, zarosłe trzciną, zamienione w bagno (przed 1860 rokiem). Wieś ma 20 domów, 144 mieszkańców. W 1827 roku było (tu) 20 domów, 123 mieszkańców. W 1885 roku folwark Przewłoka (ma) rozległości mórg 344 (w tym): grunty orne i ogrody mórg 157, łąk mórg 61, pastwisk mórg 25, nieużytków mórg 101; budynków murowanych 1, z drzewa 10; (stosuje się tu) płodozmian 7–polowy. Wieś Przewłoka (to) osad 18 (domostw), z gruntami mórg 83.

Bronisław Chlebowski, Słownik geograficzny Królestwa Polskiego..., t. IX.

W latach 1975–1998 miejscowość położona była w województwie tarnobrzeskim.

## Geografia
W XIX-wiecznych dobrach Przewłoka umiejscowione były dwa średniej wielkości jeziora: Słoniawa, Przewłockie – znane nam z oryginalnego opisu Ludwika Wolskiego z 1851 roku.

Jeziora w Królestwie Polskiém. (...) Jeziora Gubernii Radomskiéj. (...) Powiat Sandomierski.
Wszystkie jeziora powiatu tego leżą nad samą rzeką Wisłą lub w niewielkiéj od niéj odległości.
(...) Jezioro Słoniawa, w dobrach Przewłoka, położone częścią na płaszczyźnie a częścią w miejscu lesistém. Grunta nadbrzeżne są twarde, urodzajne. Obszerność morgów 30, głębokość stóp 15. Po spadnięciu deszczów ulewnych, lub stopnieniu śniegów na wiosnę, woda cokolwiek podnosi się, jest czysta, słodka, za poruszeniem dna wydaje odór nieprzyjemny, podobny do siarki. Zdaje się, że ma ono podziemną kommunikacyą z rzeką Wisłą, która tylko o pół wiorsty od niego płynie. Ryb w jeziorze tém łowić nie można, gdyż woda jest zarośnięta trzciną i innemi chwastami, i dlatego właściciel żadnych korzyści nie odnosi.
Znajdujące się w tychże dobrach Przewłoka jezioro Przewłockie, obecnie zmieniło się w bagna zarosłe trzciną i chwastami; pod spodem ich jest woda, téj jednak głębokości oznaczyć nie można z przyczyny pływających po niéj kęp zarośli i trzciny. Obszerność wynosi morgów 30. Czy jest rybne, nie wiadomo, gdyż wielkie szuwary, sprawdzić tego nie dozwalają.
(...) Z wyliczenia takowego wypada, że w gubernii radomskiéj jest w ogóle jezior 59, rozległość ich włók 15, morgów 27; w tym: w powiecie sandomierskim jezior 31, rozległość ich włók 11, morgów 7. Wszystko to są jeziora mniejszéj wielkości; największe z nich Kozłowy dół ma obszerności morgów 70, po nim idzie Krzcińskie – morgów 50, daléj Słoniawa i Przewłockie po morgów 30; inne coraz mniejsze.

Ludwik Wolski, Biblioteka Warszawska. Pismo poświęcone naukom, sztukom i przemysłowi, t. I.